# Paradasyhelea macfiei
Paradasyhelea macfiei är en tvåvingeart som beskrevs av Gustavo R. Spinelli och Eileen D. Grogan 2003. Paradasyhelea macfiei ingår i släktet Paradasyhelea och familjen svidknott. Inga underarter finns listade i Catalogue of Life.